# Real Aikido
 (mai 2012).
Le terme Real Aikido (en langue serbe: Реални аикидо) désigne un sport de combat également qualifié d'art martial, créé et développé par Ljubomir Vračarević (1947 - 2013), professeur d'arts martiaux et instructeur de self-défense en Serbie.
Les techniques employées dans cette discipline sont en grande partie inspirées de celles de l'aïkido, du judo et du ju-jitsu. Ljubomir Vračarević a adapté ces techniques à sa discipline qui s'oriente vers l'auto-défense, appelée aussi self-défense ou défense personnelle.

## Techniques
La pratique du Real Aikido comprend aussi bien le combat à mains nues (donc sans armes) que des techniques de défense personnelle contre des armes telles que des armes blanches ou des armes de poing. Son enseignement se veut accessible par la simplification de techniques issues de l'aïkido, du judo ou du ju-jitsu, et est destiné à un public concerné par la protection personnelle et le self-défense. Le programme d'apprentissage est construit sur une progression similaire à celle de l'aïkido qui comprend l'accession à des grades de type dan.
Les techniques employées du Real Aikido comprennent notamment :
- l'aptitude à parer aux coups portés
- des stratégies d'évitement ou d'esquive
- la saisie de l'adversaire
- le blocage de l'adversaire

### Grades

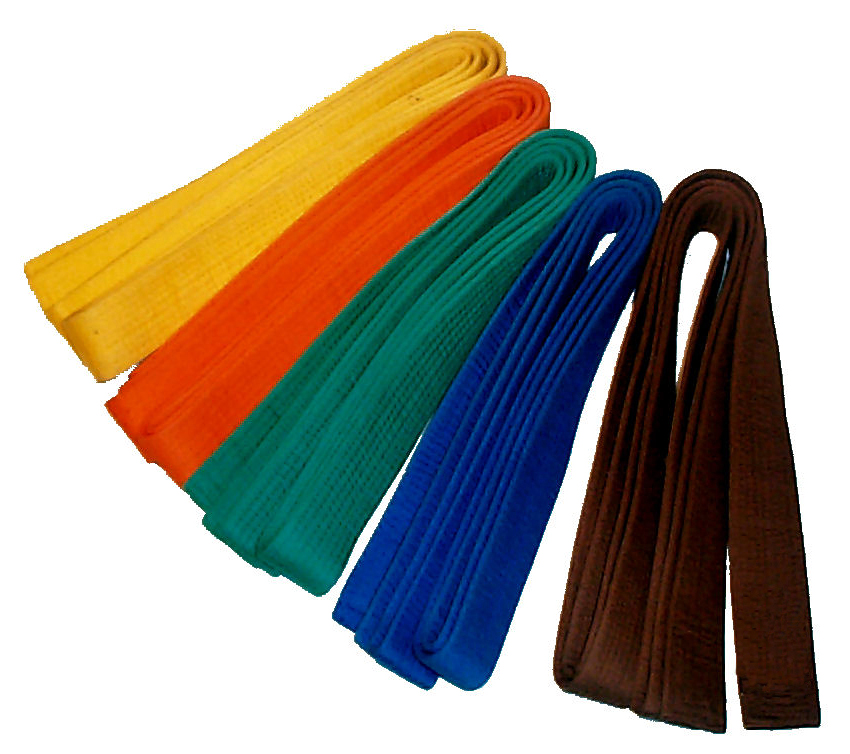
Couleurs de ceinture du Real Aikido

| Jaune  |  | 5e kyū  |
| Orange |  | 4e kyū  |
| Vert   |  | 3e kyū  |
| Bleu   |  | 2e kyū  |
| Marron |  | 1er kyū |
| Noir   |  | dan     |

## Pratique en Serbie

### École de gardes du corps
L'école de gardes du corps fondée par Ljubomir Vračarević a obtenu une certification de l'International Bodyguard and Security Services Association (IBSSA).

### Enseignement officiel en Serbie
Depuis 2005, le Real Aikido fait partie du programme de l'école élémentaire en Serbie comme enseignement optionnel. Le fondateur de la discipline Ljubomir Vračarević a exercé la profession de professeur de sport dans un établissement scolaire de Belgrade. Sa pratique l'a amené à développer un programme de formation adapté au jeune public.

## Reconnaissance internationale
- 2001 : Vladimir Djordjevic, instructeur en chef du United States Center of Real Aikido obtient la reconnaissance de la United States Martial Arts Association[3].
- 2003 : le Real Aikido est reconnu par l'United States Martial Arts Hall of Fame[4],[5].
- octobre 2007 : les pratiquants du Real Aikido font leur entrée dans le premier European Martial Arts Hall of Fame.
- Le United States Center of Real Aikido est membre de l'International Combat Martial Arts Unions Association[6].

## Pratique en France et en Europe
En France, la pratique du Real Aikido reste restreinte aux clubs d'arts martiaux locaux qui en présentent les techniques, à l'organisation occasionnelle de stages avec des professeurs invités, ou à des manifestations sportives d'initiative privée. La pratique de cette discipline semble en revanche être plus répandue et plus officialisée dans les pays anglo-saxons européens.

## Controverse sur l'appellation Real Aikido
Le terme Real Aikido traduit littéralement de l'anglais en français peut faire supposer à un locuteur francophone ou non-anglophone que cette discipline se revendique comme un « véritable/vrai aïkido ». Cependant, il est utile de préciser que le qualificatif anglais real peut plutôt être compris comme « concret », « réaliste », ou « pragmatique », car il fait référence au caractère utilitaire de cette discipline dans des situations de combat réel.
Le terme Real Aikido utilise l'appellation aikido bien que la discipline ne soit pas reconnue par l'Aikikai Foundation, ni par l'école Yoshinkan ou autre organisation officielle représentant l'aïkido. Cette situation peut s'expliquer par l'esprit combatif et volontaire de cette discipline qui semble différer dans ses objectifs techniques mais aussi dans son approche globale, des aspirations morales du fondateur de l'aïkido, Morihei Ueshiba. En 2004, l'aïkidoka français Christian Tissier émet des réserves sur la prestation du Real Aikido au Festival d'Arts martiaux de Bercy.